# Pérez Museu de Arte de Miami
O Pérez Art Museum Miami (PAMM) —oficialmente conhecido como Jorge M. Pérez Art Museum of Miami-Dade County — é um museu de arte contemporânea que se reestabeleceu em 2013 no Museum Park em Downtown Miami, Flórida. A instituição foi fundada em 1984 como Centro de Belas Artes e ficou conhecida como Museu de Arte de Miami entre 1996 até ser renomeada em 2013 com a inauguração de seu novo prédio projetado por Herzog & de Meuron no endereço 1103 Biscayne Boulevard. O PAMM, junto com o Museu de Ciência Phillip e Patricia Frost e um parque municipal na área, custeados em um total de US$ 275 milhões, o projeto foi concluído em 2017. A obra de revitalização constitui o Museum Park, uma área de 20 acres situada no antigo Parque do Bicentenário.
Em 2014, a coleção permanente do museu contava com cerca de 1,800 obras de arte, particularmente do séculos XX e XXI e de artistas oriundos das Americas, Europa Ocidental e Africa. In 2016, a coleção do museu contava com duas mil obras.
Desde a inauguração do novo edifício no Museum Park, o museu vem registrando níveis recorde de público, com mais de 150 mil visitantes nos primeiros quatro meses. O museu superou expectativas, pois havia previsto originalmente mais de 200 mil visitantes em seu primeiro ano no novo local. Em sua antiga localização na Flagler Street, o museu recebia em média cerca de 60 mil visitantes anualmente.
O Pérez Art Museum Miami (PAMM) está diretamente servido estação Museum Park Metromover da pela linha publica de transito local.

## História

### Centro Cultural Miami-Dade

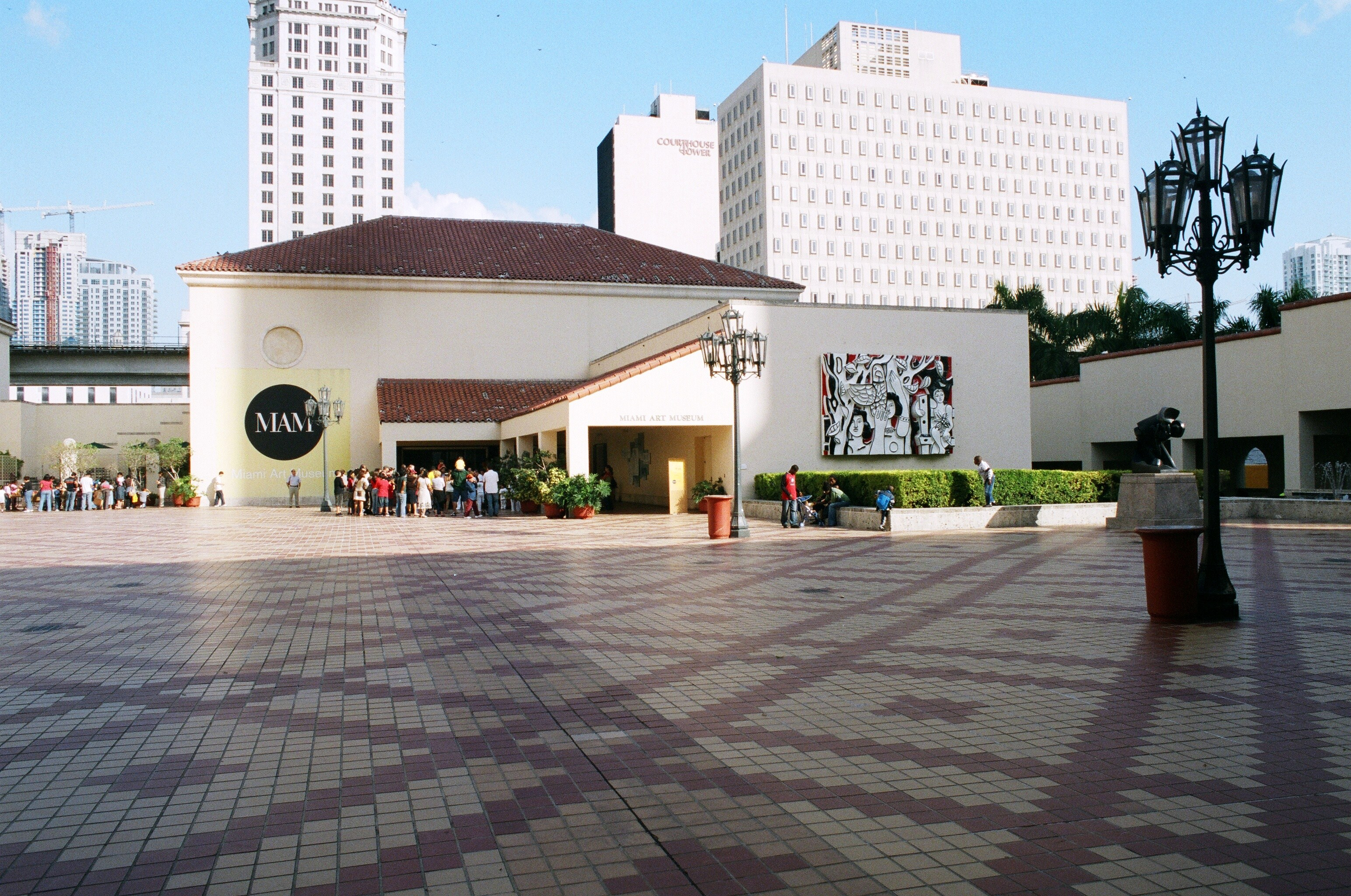
antigo edifício/localização do museu

Em 7 de novembro de 1972, foi aprovado um referendo municipal que incluía o título "Década do Progresso" em Miami. Este título proporcionou investimentos nas artes, inclusive para um novo centro de arte. O Centro de Belas Artes foi inaugurado no Centro Cultural Miami-Dade, localizado no centro da cidade, em sua arquitetura, um celeiro de estilo espanhol de 1983 e o primeiro de três edifícios a serem inaugurados em um complexo de propriedade do condado de Miami avaliado em US$ 24 milhões e projetado por Philip Johnson. O museu foi construído na 101 West Flagler Street, no mesmo local da Miami Cultural Plaza, do HistoryMiami e da Biblioteca Pública de Miami-Dade. Contudo, o atraso de mais de um ano na inauguração da obra foi ocasionado por uma reforma de US$ 16,5 milhões no sistema de evacuação de fumaça do complexo. Fundado como um salão para espetáculos itinerantes, o centro de artes plásticas de US$ 6 milhões só começou a adquirir obras de arte em 1996. Mas os seus esforços foram limitados pelo pouco espaço de locais de armazenamento obras e galerias de exposição. O Miami Art Museum foi fundado em 1996 como sucessor do Centro de Belas Artes (Center for the Fine Arts).

### Museu de Arte Jorge M. Pérez do Condado de Miami-Dade
Em novembro de 2010, foi iniciada a construção do novo prédio do antigo MAM no Museum Park, em Downtown Miami. O edifício foi projetado pelos arquitetos suíços Herzog e de Meuron, que foram contratados por Terence Riley, diretor do museu em 2009. A estrutura se inspirava e pretendia se assemelhar a Stiltsville, que é o nome dado a um grupo de casas de madeira construídas sobre palafitas que ficam na costa de Key Biscayne, na Baía de Biscayne. O novo prédio do museu foi construído ao lado do novo prédio do Miami Science Museum, no parque redesenhado. O prédio de três andares tem 200 000 pés quadrados (19 000 m2), composto por 120 mil metros quadrados internos e 80 mil metros quadrados externos. No interior do museu, os espaços expositivos podem ser iluminados por janelas do chão ao teto, que também podem ser bloqueadas ou utilizadas como pano de fundo. Caso contrário, as salas recebem luz clinicamente uniforme fornecida por tiras de tubos fluorescentes, embora holofotes também possam ser usados. Uma grande escadaria – quase toda a largura de 180 pés da plataforma – conecta-a à orla marítima. Cortinas grossas e absorventes de som isolam uma ou duas pequenas áreas da escada para programas.
Com seus terraços elevados e envolventes e amplas copas pendentes, as estruturas são concebidas para resistir a furacões e inundações, ao mesmo tempo que proporcionam ampla sombra e ventilação. O museu também incorpora uma série de jardins verticais suspensos feitos de plantas e vegetação local, projetados pelo botânico francês Patrick Blanc. Blanc fez experiências com diferentes tipos de espécies ao longo dos anos e os jardins agora incluem 80 tipos de plantas que supostamente sobreviveriam ao calor subtropical e também aos furacões. Segundo Christine Binswanger, arquiteta do projeto, as plantas proporcionam uma transição para os visitantes que entram no museu pelo ar livre. O novo edifício do PAMM foi inaugurado em dezembro de 2013, e o edifício do Miami Science Museum foi inaugurado em maio de 2017.
Para construir o novo edifício do museu, no valor de 131 milhões de dólares, o antigo MAM firmou uma parceria público-privada com a cidade de Miami e o condado de Miami-Dade. A localização na Baía de Biscayne foi fornecida pela cidade de Miami. A construção do museu custou US$ 220 milhões, sendo US$ 100 milhões provenientes dos eleitores de Miami-Dade em financiamento de títulos de obrigação geral, e US$ 120 milhões de doadores privados. Em meados de 2011, os doadores privados tinham comprometido mais de 50 milhões de dólares em apoio adicional para a construção e dotação institucional. Jorge M. Pérez, mecenas de longa data e colecionador de arte latino-americana, fez uma doação de US$ 35 milhões, a serem pagos integralmente ao longo de dez anos, para apoiar a campanha do novo museu, que por sua vez foi renomeado como Jorge M. Pérez. Museu de Arte Pérez do Condado de Miami-Dade. A nova localização do MAM pretendia transformar o Museum Park em um destino central no mapa cultural de Miami, promover a educação artística progressiva, construir a coesão da comunidade e contribuir substancialmente para a revitalização do centro da cidade.

## Arquitetura

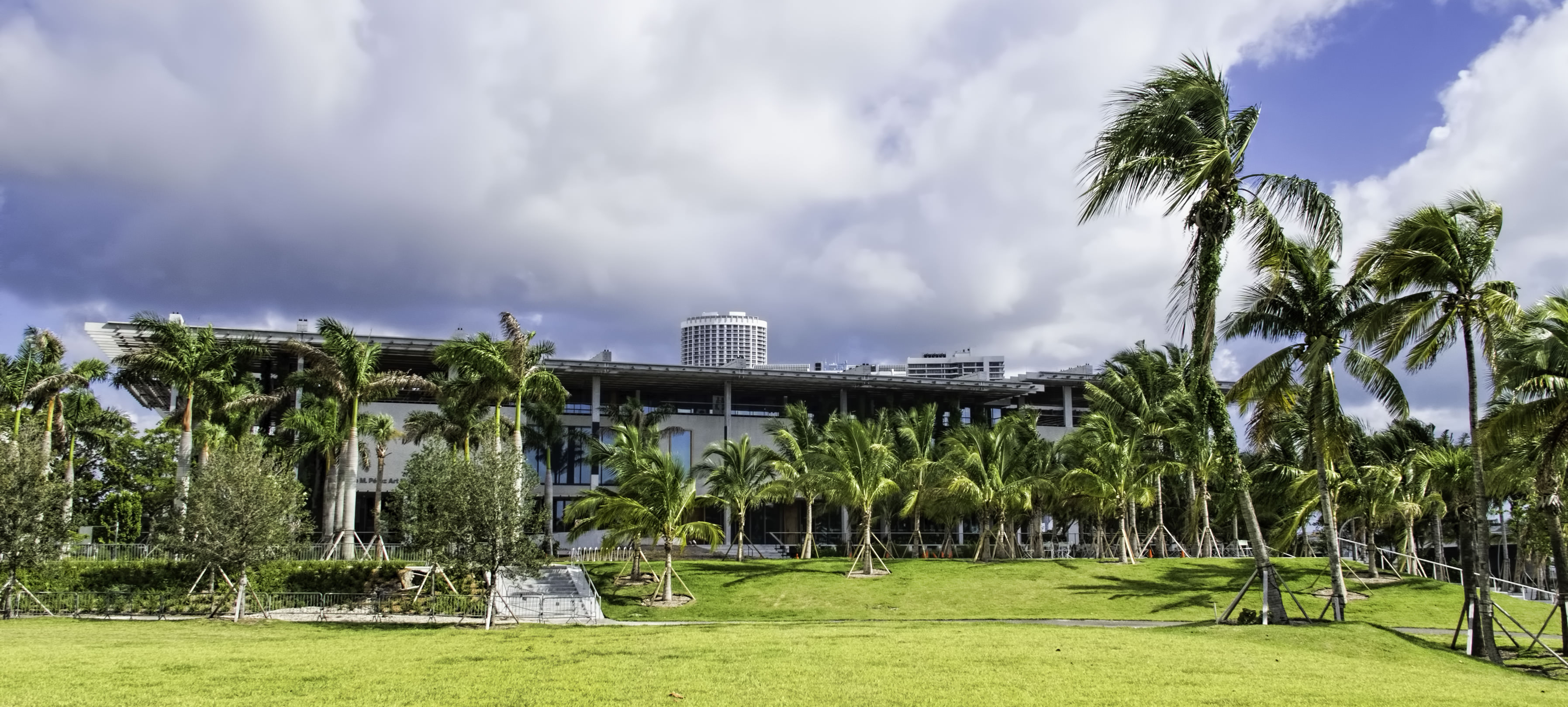
O Pérez Museu de Arte visto do Parque do Museu

O projeto da Herzog & de Meuron para o novo edifício foi aclamado pela crítica. Por exemplo, o Wall Street Journal enfatizou que o seu design poderia ser fundamental para tornar o museu um destino e o New York Times chamou o design de "espetacular" O Washington Post chegou ao ponto de dizer que "o novo o cenário faz parte tanto da galeria quanto da coleção".
O Perez Museu de Arte foi premiado em 2015 pela American Society of Landscape Architects (ASLA) Professional Awards.

## Coleção
O museu exibe pinturas, desenhos, gravuras, esculturas, instalações, vídeos, fotografias, entre outras linguagens.
O Pérez Museu de Arte coleciona arte desde 1996. O foco do museu é a arte contemporânea e do século XX, bem como as culturas da orla do Atlântico, que define como Américas, Europa Ocidental e África. Na altura da inauguração do novo edifício, o acervo do museu incluía 1.800 objetos, dos quais quase 500 foram adquiridos em 2013, incluindo peças de John Baldessari, Olafur Eliasson e Dan Flavin. Em suas coleções permanentes, encontram-se obras da segunda metade do século XX e Contemporâneas de Purvis Young, Joseph Cornell, Kehinde Wiley, James Rosenquist, Frank Stella, e Kiki Smith.

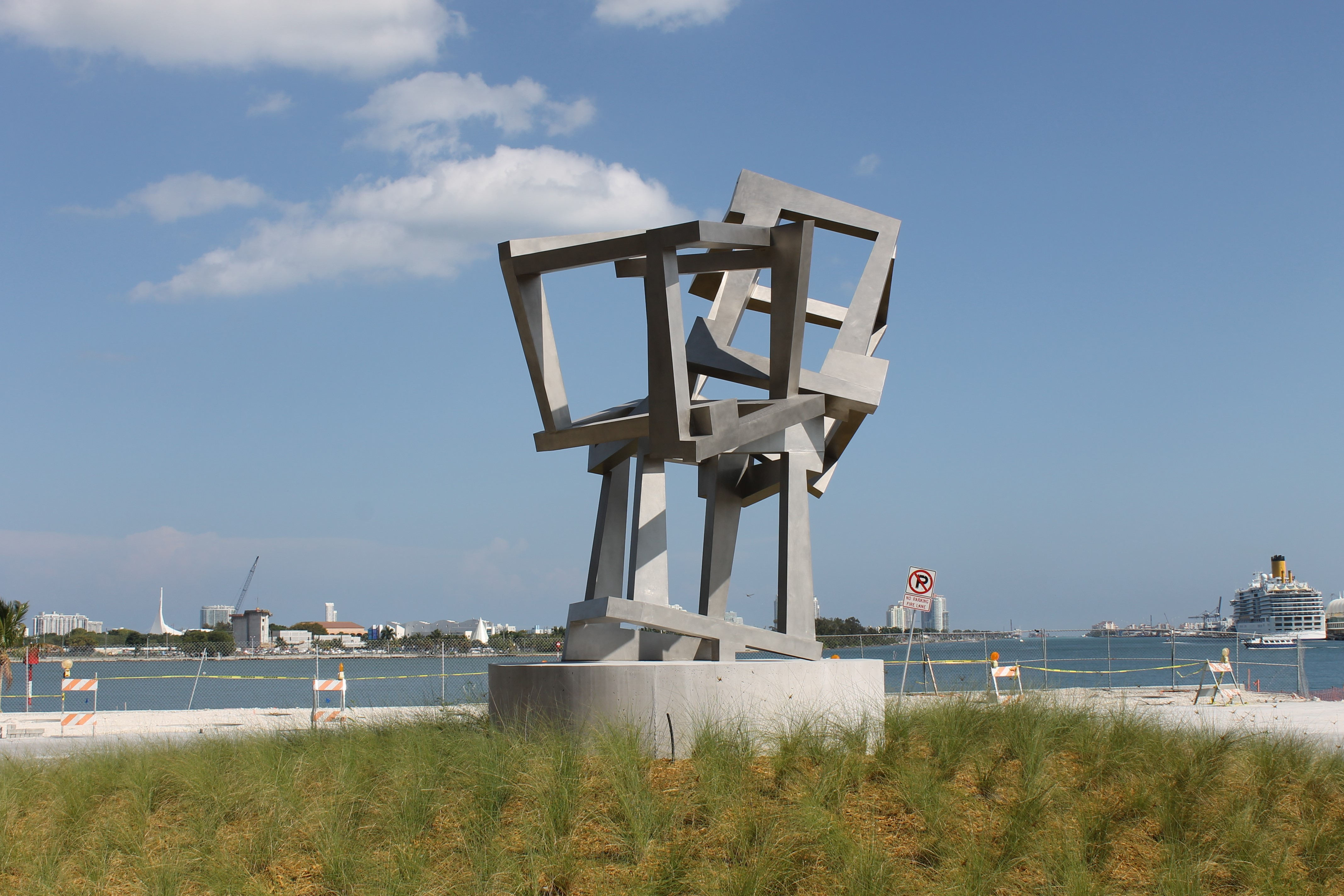
Chaos SAS de Jedd Novatt (2012, aço inoxidável) fora do Pérez Art Museum

Grande parte do acervo atual do museu foi doado, com 110 obras provenientes de Jorge M. Pérez, entre elas peças dos pintores cubanos José Bedia Valdés e Wifredo Lam, além dos artistas mexicanos Diego Rivera e Damian Ortega, o uruguaio Joaquín Torres-García e a colombiana Beatriz González.
Em 2012, Pérez prometeu US$ 500 mil para estabelecer um fundo de aquisições para arte afro-americana, igualado logo depois pela Fundação John S. e James L. Knight, com sede em Miami. O fundo permitiu a expansão do acervo do museu patrocinando aquisições de Terry Adkins, Romare Bearden, Kevin Beasley, Ed Clark, Leslie Hewitt, Faith Ringgold, Tschabalala Self, Xaviera Simmons, Juana Valdez, entre outros artistas aclamados. Em 2014, o museu lançou o programa Embaixador da Arte Afro-Americana, o seu primeiro grupo afiliado, que convida doadores a contribuir diretamente para o fundo.
Em 2013, o colecionador e apoiador do museu, o construtor de Miami, Craig Robins, prometeu 102 pinturas, fotografias, esculturas e outras obras de sua coleção pessoal.

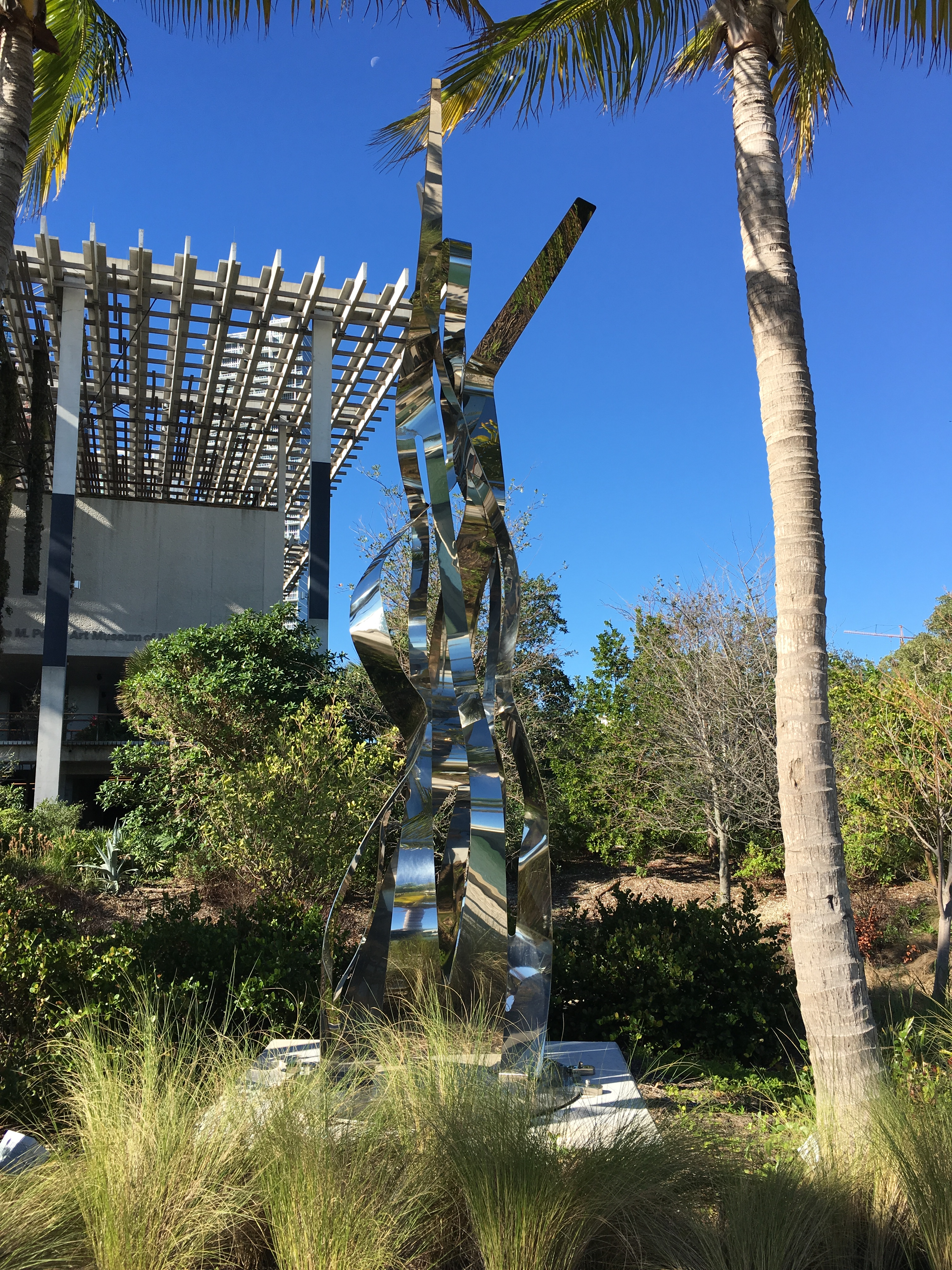
Endless Evolution by Pablo Atchugarry (2015)

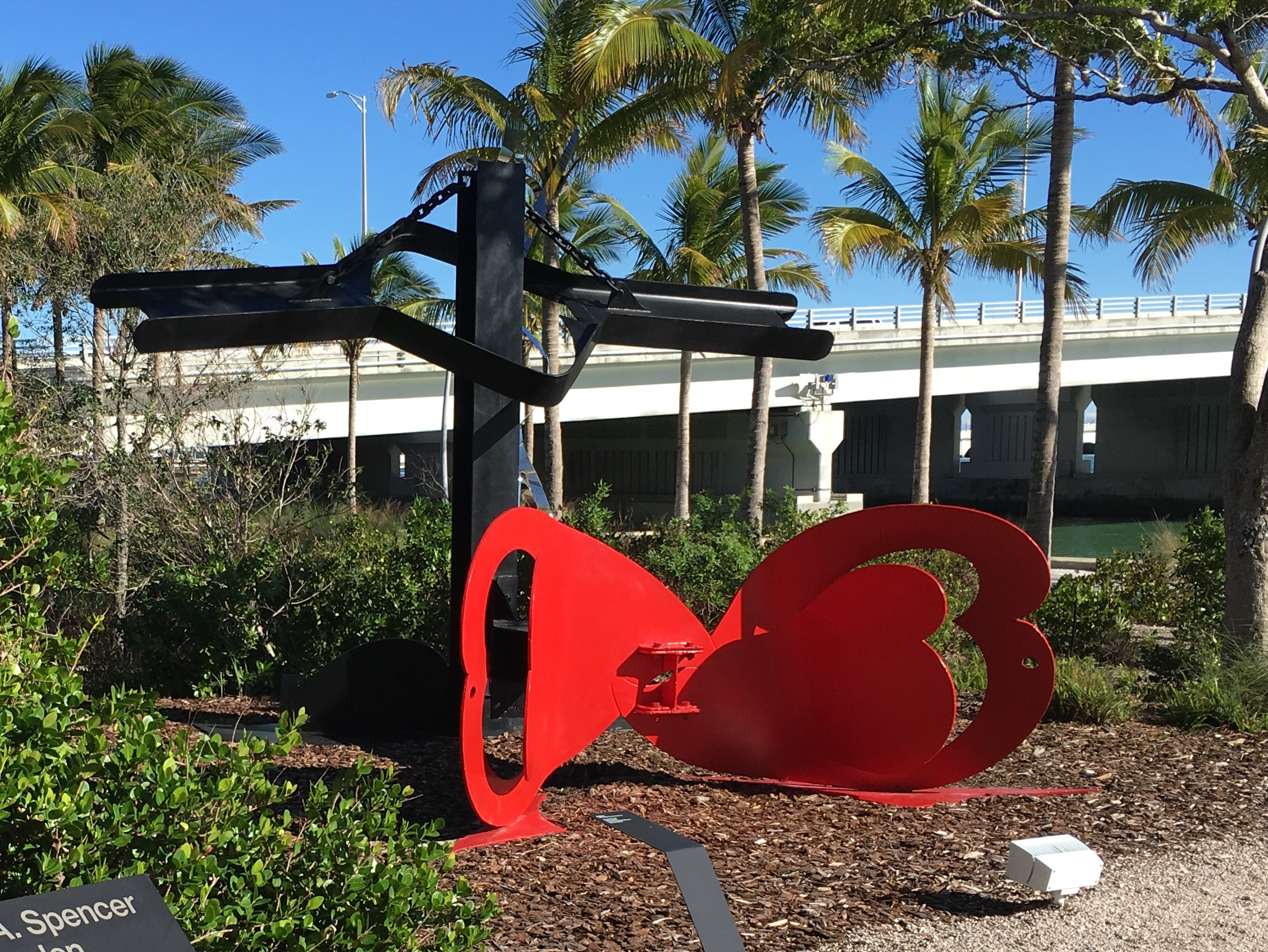
La Plume de Pierrot de Mark di Suvero (1974, aço pintado) no Jardim de Esculturas Mary M. e Sash A. Spencer

Em 2016, Pérez fez uma segunda doação significativa de arte e uma promessa adicional de US$ 10 milhões a serem pagos nos 10 anos seguintes. O museu foi requisitado a usar os primeiros US$ 5 milhões dessa doação para adquirir arte cubana contemporânea. Os segundos US$ 5 milhões foram para a doação do museu, e Pérez disse que queria que a doação atraísse outros clientes ricos a doarem ao museu. A arte incluiu mais de 200 peças (avaliadas em US$ 5 milhões) da coleção pessoal de arte cubana contemporânea de Pérez, incluindo peças de Glexis Novoa, Rubén Torres Llorca, Hernan Bas e José Bedia. Como resultado, o PAMM possui hoje uma das maiores coleções de arte cubana contemporânea das Américas.
A partir de 2017, o colecionador Jorge M. Pérez doou mais de 170 obras.
Em 2019, dezesseis obras dos artistas Christo e Jeanne-Claude no valor de cerca de US$ 3 milhões foram doadas ao Pérez Art Museum Miami pela colecionadora Maria Bechily e seu marido Scott Hodes.
Também em 2019, o Pérez Art Museum Miami anunciou a seleção do terceiro premio anual da New Art Dealers Alliance (NADA) para o museu, a pintura New Hat (2019) do artista dominicano-americano Kenny Rivero.
Em 2019 o museu anunciou uma seção especial da feira de arte Frieze New York, com curadoria do diretor Franklin Sirmans. A seção mostra artistas da Just Above Midtown (JAM), a Black Power Art Gallery dos anos 1979-80.

## PAMMTV
Em setembro de 2023, o Pérez Art Museum Miami lançou a PAMMTV, o primeiro serviço de streaming sob demanda para videoarte e conteúdo de mídia do setor cultural. PAMMTV é uma plataforma gratuita que hospeda vídeos e filmes de artistas locais e internacionais nas coleções da PAMM, incluindo Sandra Ramos, Youssef Nabil, Wangechi Mutu e Los Carpinteros, bem como festivais de cinema como o Third Horizon Film Festival, com sede em Miami (THFF) e exposições temáticas como Perpetual Motion, com curadoria convidada da curadora de cinema e videoarte, Barbara London, com Cornelia Parker, Bang Geul Han, Wong Ping e Richard Garet, entre outros. A programação pública da PAMMTV é organizada em torno de exibições de filmes e palestras públicas no local.

## Portal Digital
O Portal Digital Heckscher consiste em recursos para educadores, jovens e famílias. Ferramentas na forma de downloads, guias, apresentações de slides e vídeos.

### Recursos Curriculares
Os planos de aula baseados em pesquisas concentram-se na coleção permanente do museu para oferecer aos educadores recursos alinhados aos Padrões do Estado da Flórida que apresentam aos alunos a arte moderna e contemporânea.

### Tour pelo aplicativo PAMM
Conteúdo multimídia e tours de exposições.

## Gerenciamento

### Visitação

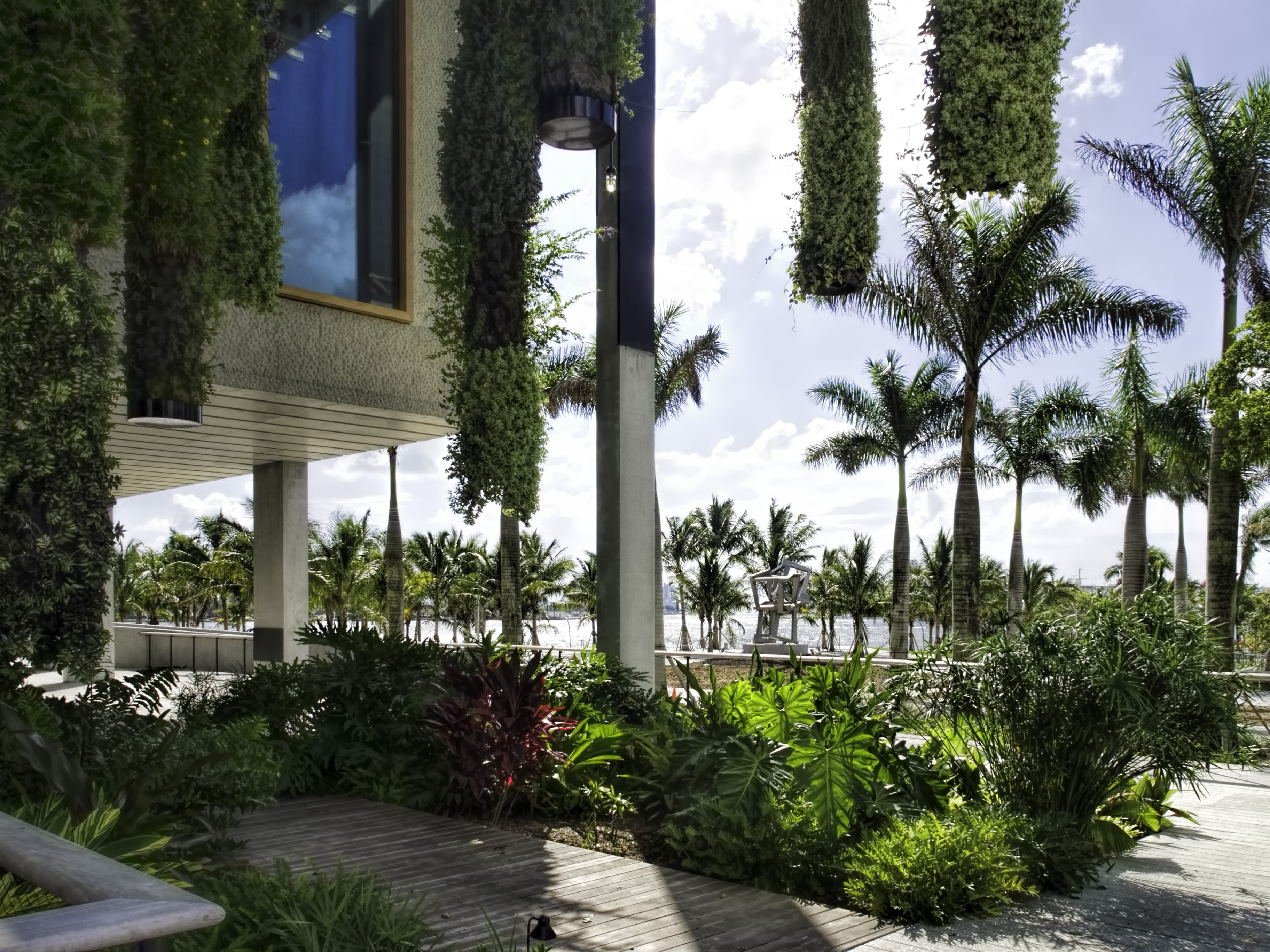
Entrada do museu

Após a inauguração do novo edifício do museu, o museu recebeu mais de 150 mil visitantes nos primeiros quatro meses e 300 mil visitantes nos primeiros 12 meses. De acordo com a pesquisa anual do The Art Newspaper sobre a frequência de museus, o “antigo” Museu de Arte de Miami (antecessor do PAMM) atraiu 54.295 visitantes em 2012 – um resultado fraco em uma área metropolitana com uma população de cinco milhões de pessoas. Aaron Podhurst atua como presidente do conselho do museu e Gregory C. Ferrero atua como presidente desde 2017.

### Orçamento
Como Museu de Arte de Miami, o museu tinha um orçamento operacional anual de US$ 6 milhões. Após a inauguração do novo edifício e a mudança de nome do museu, o orçamento aumentou para 16 milhões de dólares por ano, com um rápido aumento de pessoal e curadores. Em 2013–14, o condado de Miami-Dade forneceu US$ 2,5 milhões (acima dos US$ 1,9 milhão do ano anterior).
Em 2019, o Pérez Art Museum Miami recebeu uma doação de US$ 1 milhão da Fundação Andrew W. Mellon em apoio ao recém-formado Instituto Cultural Caribenho da instituição, que tem como objetivo promover a pesquisa e exposição de trabalhos de artistas do Caribe e sua diáspora.